# Hamid Estili
Hamid Reza Estili (Teherán, Provincia de Teherán, Irán, 1 de abril de 1967) es un exfutbolista y director técnico iraní. 

## Selección nacional
Fue internacional con la Selección de fútbol de Irán en 82 ocasiones y marcó 12 goles.

### Participaciones en Copas del Mundo
| Mundial                        | Sede    | Resultado    |
| ------------------------------ | ------- | ------------ |
| Copa Mundial de Fútbol de 1998 | Francia | Primera fase |

## Clubes

### Como futbolista
| Club               | País     | Año         |
| ------------------ | -------- | ----------- |
| PAS Tehran F.C.    | Irán     | 1989 - 1992 |
| Persépolis F. C.   | Irán     | 1992 - 1993 |
| Bahman F.C.        | Irán     | 1993 - 1994 |
| Qadsia Sports Club | Kuwait   | 1994 - 1995 |
| Bahman F.C.        | Irán     | 1995 - 1996 |
| Geylang United     | Singapur | 1996        |
| Bahman F.C.        | Irán     | 1996 - 1998 |
| Persépolis F. C.   | Irán     | 1998 - 2004 |

### Como entrenador
| Club           | País | Año           |
| -------------- | ---- | ------------- |
| Steel Azin     | Irán | 2009 - 2010   |
| Shahin Busheur | Irán | 2010 - 2011   |
| Persépolis     | Irán | 2011          |
| Rah Ahan       | Irán | 2014-2015     |
| Malavan        | Irán | 2015-2016     |
| sub-23 de Irán | Irán | 2019-presente |